# Moosie Drier
Moosie Drier est un acteur américain né le 6 août 1964 à Chicago, Illinois (États-Unis).

## Filmographie

### comme acteur
- 1972 : The War Between Men and Women : David Kozlenko
- 1972 : Here Comes the Judge (TV) : First child
- 1972 : Up the Sandbox : Billy
- 1973 : The Barbara Eden Show (TV)
- 1973 : The Toy Game : Matthew Norris
- 1974 : The Runaways (TV) : Freddie Britton
- 1974 : These Are the Days (série TV) (voix)
- 1974 : Roll, Freddy, Roll! (TV) : Tommy Danton
- 1975 : All Together Now (TV) : Rafe
- 1976 : La Petite Maison dans la prairie (The House on the Prairie) (Série TV) saison 2, épisode 15 (Une question de confiance (A matter of faith) ) : Junior Barrett
- 1977 : Bon Dieu !  (Oh, God!), de Carl Reiner : Adam Landers
- 1977 : Hewitt's Just Different (TV) : Willie Arthur
- 1977 : It Happened at Lakewood Manor (TV) : Tommy West
- 1978 : American Hot Wax : Artie Moress, Buddy Holly Fanclub President
- 1978 : Suspect d'office (When Every Day Was the Fourth of July) (TV) : Howie Martin
- 1978 : Hunters of the Reef (TV) : Mike Spanner
- 1978 : Rainbow (TV) : Mickey Rooney
- 1980 : The Hollywood Knights de Floyd Mutrux : Moosie
- 1980 : Homeward Bound (TV) : Bobby Seaton
- 1981 : Charlie and the Great Balloon Chase (TV) : Morris O'Neill
- 1983 : Andrea's Story: A Hitchhiking Tragedy (TV) : David
- 1984 : Kids Incorporated (série TV) : Riley (1984-1988)
- 1985 : Student Court (TV) : Danny
- 1986: L'Agence tous risques (TV - saison 4 -Un monde de fou): Bobby Sherman
- 1986 : Kids Incorporated: Rock in the New Year (TV) : Riley
- 1989 : Les Banlieusards (The `burbs) : Voice-over actor (voix)
- 1997 : Piège dans l'espace (Velocity Trap) : E.D. Officer
- 1999 : Cyclone (Storm) (TV) : Technicien radar